# Provincia de Dewa
La provincia de Dewa (出羽国 Dewa no kuni?) es una antigua provincia de Japón que estaba localizada en lo que hoy corresponde a la prefectura de Yamagata y la prefectura de Akita, a excepción en esta última de la ciudad de Kazuno y el pueblo de Kosaka.
En el año 708 el territorio de la provincia de Dewa fue separado administrativamente del de la provincia de Echigo y los límites de la provincia se fueron ampliando conforme los japoneses replegaban a los habitantes del norte de Honshū. 
Durante el periodo Meiji la provincia fue reconfigurada en lo que fueron las provincias de Uzen (Dewa Citerior) y Ugo (Dewa Ulterior) antes de que las antiguas provincias fueran reconfiguradas en el actual diseño de las prefecturas de Japón.